# Poder Democrático Social

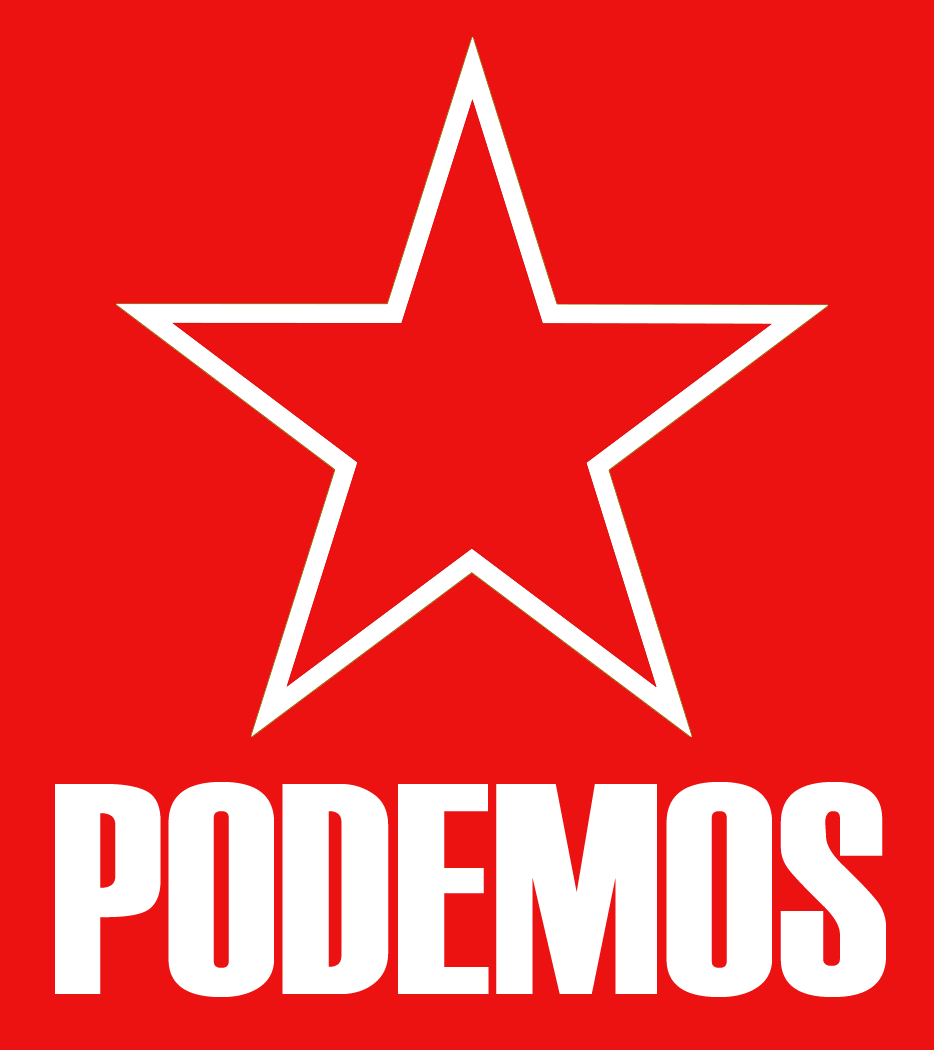
Logo der bolivianischen Partei Poder Democrático y Social

Poder Democrático Social (abgekürzt Podemos) ist eine Partei in Bolivien.
Sie entstand im Vorfeld der Generalwahlen im Dezember 2005 und bildet eine breite Sammlungsbewegung der westlich orientierten Mittel- und Oberschicht in Bolivien. Führende Vertreter stammen aus der national-konservativen ADN wie auch aus der sozialdemokratischen MIR (Movimiento de Izquierda Revolucionaria), die zu diesen Wahlen nicht antrat.
Mit knapp 29 % ist Podemos zweitstärkste Kraft im bolivianischen Kongress.